# La Communarde
La Communarde est un roman historique écrit par Cecil Saint-Laurent, pseudonyme de Jacques Laurent, publié aux Presses de la Cité en 1970. Il prend place pendant la Commune de Paris de 1871.

## Résumé
Le protagoniste, dénommé Lucien Richelance, est un communard volontaire, jeune homme issu de la province, autodidacte et ambitieux.

## Parution et réception
L'ouvrage paraît peu avant le centenaire de la Commune de Paris ; cinq autres romans historiques sur ce thème sortent dans le même laps de temps, dont notamment Le Canon Fraternité de Jean-Pierre Chabrol,, que Michel Winock oppose du tout au tout à La Communarde. Parmi l'ensemble des sorties, le romain de Saint-Laurent est le seul critique à l'égard de la Commune.
Cecil Saint-Laurent reçoit le prix Cœur volant pour son ouvrage, décerné en mai 1971.

## Contenu
La Commune sert avant tout de décor et d'occasions. L'exactitude historique s'efface pour l'intrigue (invité à la télévision, l'auteur s'affrontera sur ce point avec Henri Guillemin). Les solidarités sociales sont invisibles, au profit du sexe. En effet, pour Saint-Laurent il n'y a de destins que personnels et dominés par des sentiments d'une nature humaine immuable : l'ambition et l'appétit sexuel. Il fait de la sexualité un élément principal de son récit, décrit longuement les dessous féminins et n'hésite pas faire relationner des personnages issus des deux camps.
Cecil Saint-Laurent propose une vision personnelle, droitière, de la Commune et de ses personnalités. Les chefs français sont loués : Louis Jules Trochu présente des caractères admirables et Adolphe Thiers incarne une figure de « véritable homme d'État », quand les communards et communardes sont caricaturés : Gustave Courbet est à la fois disert et brouillon, Victor Hugo est sénile, Jules Vallès est égrillard, Louise Michel est dépeinte en virago et Élisabeth Dmitrieff est une hystérique qui laisse découvrir ses jupons — sous lesquels elle porte un pantalon rouge. Saint-Laurent ne cache pas ses sentiments pro-versaillais lorsqu'il écrit : « Les grands hommes de la Commune ne sont que de petits pitres ou de touchants illuminés. »
Le personnage de Lucien Richelance reprend les caractéristiques essentielles des communards de la littérature sur la Commune. Intellectuel bourgeois ou petit-bourgeois, issu de province, construit sur le modèle d'Eugène de Rastignac d'Honoré de Balzac, cette figure est imaginée par les auteurs anticommunards du XIXe siècle avant d'être reprise par les procommunards du siècle suivant.

### Recension
- « La Communarde », Le Nouvel Observateur,‎ 1970
- « La Communarde », Le Magazine littéraire, no 50,‎ 1971
- G. R., « La Communarde de Cecil Saint-Laurent », Le Monde,‎ 20 novembre 1971 (lire en ligne)